# Ralf Steinfurth
Ralf Steinfurth (* 7. August 1966) ist ein ehemaliger deutscher Fußballspieler, der zwischen 1984 und 1988 beim FC Vorwärts Frankfurt/Oder in der DDR-Oberliga aktiv war. 1990 spielte er kurzzeitig für Blau-Weiß 90 Berlin in der 2. Bundesliga. Steinfurth ist mehrfacher DDR-Junioren-Nationalspieler.

## Sportliche Laufbahn
Steinfurth begann seine fußballerische Laufbahn bei der Betriebssportgemeinschaft (BSG) Traktor auf der Insel Riems, später bei der BSG KKW Greifswald. Mit 13 Jahren kam er 1979 zum Armeesportklub FC Vorwärts Frankfurt/Oder. Von 1983 bis 1985 spielte er für den FCV in der DDR-weiten Juniorenoberliga. In den Jahren 1984 und 1985 gehörte Steinfurth zum Kader der DDR-Junioren-Nationalmannschaft, für die er als Stürmer 14 Länderspiele bestritt und ein Tor erzielte.
In der Saison 1984/85 gehörte Steinfurth beim FCV offiziell noch zu Juniorenaufgebot, absolvierte aber schon 13 Punktspiele (zwei Tore) mit der 2. Mannschaft in der zweitklassigen DDR-Liga sowie vier Punktspiele in der Oberliga. Für die Spielzeit 1985/86 wurde der 1,76 m große Steinfurth als Stürmer für die Oberliga gemeldet, wurde dort aber nicht eingesetzt und bestritt stattdessen 27 der 34 durchgeführten Punktspiele für die 2. Mannschaft und schoss dabei sechs Tore. 1986/87 gehörte er offiziell zum Aufgebot der 2. Mannschaft, für die er auch 15 Punktspiele (sieben Tore) absolvierte, kam aber auch in der Oberligamannschaft zum Einsatz, für die der 14 Punktspiele absolvierte (ein Tor). In der nächsten Spielzeit stand er wieder im offiziellen Oberliga-Aufgebot, für das er 16 Punktspiele bestritt (zwei Tore). Daneben wurde Steinfurth aber auch noch in der 2. Mannschaft aufgeboten, wo er in 14 Punktspielen auf dem Feld stand (fünf Tore). Der FCV beendete die Saison 1987/88 als Absteiger aus der Oberliga. In der DDR-Liga wurde Steinfurth bis Ende 1988 in zwölf Punktspielen eingesetzt (zwei Tore), danach wurde er aus dem Armeedienst entlassen.
Er kehrte zur BSG KKW Greifswald zurück, wo er am 8. April 1989 in der DDR-Liga sein erstes Punktspiel für die Greifswalder bestritt. Bis zum Saisonende wurde er in allen elf Ligaspielen eingesetzt, erzielte als Mittelfeldspieler aber kein Tor. In der Hinrunde der Saison 1989/90 war Steinfurth als Stürmer gesetzt und war vom 1. bis zum 16. Spieltag in allen Punktspielen dabei. Obwohl er am 10. Dezember 1989 sein vorerst letztes Spiel für Greifswald absolvierte, war er mit seinen bis dahin acht erzielten Treffern auch am Saisonende noch bester Torschütze der BSG KKW.
Steinfurth nutzte die durch die politische Wende offen gewordenen Grenzen und unterzeichnete einen Profivertrag beim Westberliner Zweitligisten Blau-Weiß 90. Dort stand er am 17. Februar 1990 zum ersten Mal in einem Punktspiel der 2. Bundesliga. Bis zum Saisonende bestritt er insgesamt 13 der ausgetragenen 16 Zweitligaspiele, war aber nur in einer Partie über die volle Spieldauer auf dem Platz.
Zur Saison 1990/91 kehrte Steinfurth wieder nach Greifswald und zu seiner bisherigen Mannschaft zurück. Die BSG KKW hatte sich in zwischen in den Greifswalder SC umgewandelt. Der GSC spielte auch in dieser Saison in der DDR-Liga, die ab November 1990 in NOFV-Liga umbenannt wurde. Mit Steinfurth erreichte der Klub am Saisonende Platz elf und wurde daraufhin 1991/92 in die neueingeführte drittklassige Oberliga Nordost eingestuft. 1994/95 wurde eine neue Regionalliga eingeführt, mit der die Oberliga viertklassig wurde. Auf diesem Level beendete Steinfurth nach der Saison 1995/96 30-jährig beim Greifswalder SC seine Fußball-Laufbahn.